# Rob Hadders
Rob Hadders (Kraggenburg, 9 december 1983) is een Nederlands televisiepresentator en voormalig langebaanschaatser en marathonschaatser. Hij is lid van G.S.S.V. Tjas en reed de laatste marathons voor A-ware/Fonterra.

## Biografie
Hadders begon in 1994 met schaatsen. Tijdens zijn jeugdjaren beoefende hij vooral het langebaanschaatsen. In 2002 maakte hij een overstap naar het marathonschaatsen. Al snel reed hij in die discipline op het hoogste niveau bij de A-rijders mee.

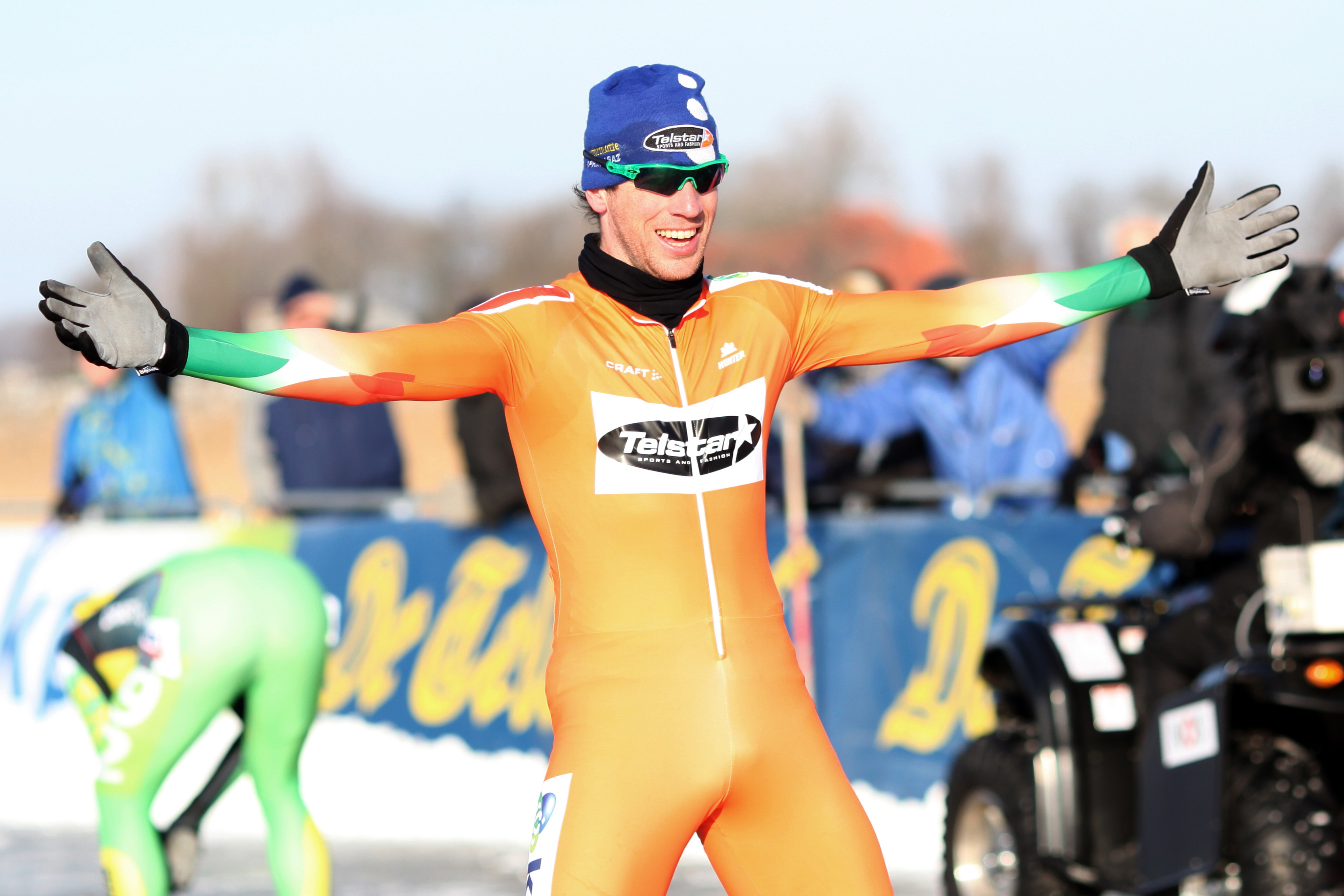
Hadders viert overwinning van Ronde van Skarsterlân

In het seizoen 2008/2009 wist hij zijn eerste serieuze overwinning te pakken door op het natuurijs van het Zweedse Runn-meer in de vierde race van de Grand Prix de sprint te winnen. Hij deed dat seizoen eveneens voor het eerste mee aan het NK afstanden. Hij werd 8e op zowel de 5000 meter als de 10 km. Zijn succesvolste seizoen als marathonrijder was tot nu toe seizoen 2011-2012. Dat seizoen wist hij wist hij als schaatser van het SOS Kinderdorpen diverse natuurijsklassiekers te winnen, waaronder de Ronde van Skarsterlân op 9 februari 2012. Tussen 2013 en 2015 reed hij voor A-ware/Fonterra.
In 2009 nam hij op een Kazachs paspoort ook deel aan de Kazachse afstandskampioenschappen. Nadat Hadders en enkele andere Nederlandse 'Kazachen' waaronder Jorrit Bergsma niet mochten starten op de wereldbekerwedstrijden, werd het Kazachse avontuur afgelast. Hadders werd vanaf seizoen 2012/2013 getraind door Henk Gemser.
Rob Hadders stopte na een slepende liesblessure in 2015 met marathonschaatsen op het hoogste niveau. Hierna ging hij aan de slag voor het televisieprogramma EenVandaag. Hij is daar redacteur en een van de presentatoren van de rubriek de Nieuwstrend. Hij won in 2019 de zomereditie van het programma De Slimste Mens door in de finale cabaretier Kees van Amstel te verslaan.

## Belangrijkste overwinningen
2012
- Ronde van Skarsterlân
- Hollands Venetiëtocht
- Ronde van Duurswold
- Aart Koopmans Memorial

## Persoonlijke records
| Afstand      | Tijd     | Datum            | Baan         |
| ------------ | -------- | ---------------- | ------------ |
| 500 meter    | 39,07    | 17 november 2007 | Erfurt       |
| 1000 meter   | 1.25,65  | 4 januari 2001   | De Scheg     |
| 1500 meter   | 1.53,05  | 21 oktober 2009  | Tsjeljabinsk |
| 3000 meter   | 3.47,49  | 2 november 2012  | Heerenveen   |
| 5000 meter   | 6.21,95  | 26 december 2013 | Heerenveen   |
| 10.000 meter | 13.14,47 | 1 december 2012  | Astana       |

## Resultaten
| Jaar | NK Afstanden                      | Wereldbeker |
| ---- | --------------------------------- | ----------- |
| 2009 | 8e 5000m 8e 10000m                |             |
| 2010 |                                   |             |
| 2011 | 11e 5000m                         |             |
| 2012 | 8e 5000m                          | 34e 5/10k   |
| 2013 | 8e 5000m 5e 10000m 16e massastart | 22e 5/10k   |
| 2014 | 7e 5000m 8e 10000m                |             |
| 2015 | 18e 5000m                         |             |